# Havlova bouda (Krkonoše, Výrovka)
Havlova bouda (německy Havelbaude) byla horská bouda v Krkonoších v sedle mezi Luční horou a Zadní Planinou, 2,5 Km jihozápadně od Luční boudy v nadmořské výšce 1360 m. Nacházela se v těsném sousedství chaty Výrovka, se kterou byla propojena krytou chodbou. Nachází se zde významná křižovatka turistických cest z Špindlerova Mlýna do Pece pod Sněžkou, z Luční boudy na Liščí horu nebo do Vrchlabí.

## Historie
V letech 1921–1930 byla vedle chaty Výrovka za pomoci generála Františka Havla postavena Havlova bouda, která patřila Lyžařskému klubu Svazu československých důstojníků. Bouda byla s Výrovkou spojena krytou chodbou. Mezi lety 1937 a 1938 se severně od boudy nacházela úhlová stanice vojenské nákladní lanové dráhy Pec pod Sněžkou - Luční hora, po které se v kleči zachovala prohlubeň. V době 2. světové války zde hospodařila rodina Bönschů z Luční boudy, boudy byly pod německou vojenskou zprávou. Po válce boudy převzala československá armáda, která je pronajala Janu Dubnovi. Dne 17. října 1946 se pokoušel domovník rozehřát ohněm v garáži pásové vozidlo, čímž zapálil Havlovu boudu, která pak shořela. Rychlým zásahem hasičů se podařilo zachránit Výrovku, která však po pár měsících také vyhořela.
 Havlova bouda již nebyla na rozdíl od Výrovky obnovena.